# Сибилянты
Сибиля́нты (свистя́щие) — согласные звуки, при произношении которых поток воздуха стремительно проходит между зубами. Примерами слов, начинающихся с сибилянтов, являются: «сок», «зверь», «щит», «час». В МФА для обозначения сибилянтов используются знаки [s] [z] [ʃ] [tʃ] [dʒ] [ʒ]. Звуки [tʃ] [dʒ] — аффрикаты.
Сибилянты — напряжённые звуки, которые используются для привлечения внимания: «т-с-с», «ш-ш-ш».
Сибилянты легко различать даже при малой разнице в напряжённости, форме и положении языка, поэтому во многих языках мира разные сибилянты противопоставлены друг другу.

## Акустические свойства
Сибилянты громче своих неассибилированных пар, бо́льшая часть их силы приходится на более высокие частоты, чем у остальных фрикативов. Наиболее сильный звук — [s], его основная акустическая сила приходится на частоту 8 000 Гц, но может достигать и 10 000 Гц. У звука [ʃ] основная частота — 4 000 Гц, до 8 000 Гц.

## Типы сибилянтов
Все сибилянты — корональные согласные (звук производится передним краем языка), однако существует множество типов сибилянтов.
- по форме языка: альвео-палатальные согласные, палато-альвеолярные согласные, ретрофлексные согласные;
- по месту артикуляции: зубные согласные, зубно-альвеолярные согласные, альвеолярные согласные, постальвеолярные согласные, палатальные согласные;
- по месту контакта языка: ламинальные согласные, апикальные согласные, субапикальные согласные.

Обычно в естественных языках имеются серии согласных: ламинальные зубно-альвеолярные сибилянты существуют в польском языке, а субапикальные палатальные ретрофлексные сибилянты — в языке тода.

## Символы в МФА
Приведённая таблица показывает типы свистящих (сибилянты) фрикативов, определённых в Международном фонетическом алфавите:
| Глухие  | Глухие                               | Глухие     | Глухие          | Глухие    | Глухие       | Звонкие | Звонкие                               | Звонкие    | Звонкие    | Звонкие | Звонкие            |
| МФА     | Описание                             | Пример     | Пример          | Пример    | Пример       | МФА     | Описание                              | Пример     | Пример     | Пример  | Пример             |
| МФА     | Описание                             | Язык       | Орфография      | МФА       | Значение     | МФА     | Описание                              | Язык       | Орфография | МФА     | Значение           |
| ------- | ------------------------------------ | ---------- | --------------- | --------- | ------------ | ------- | ------------------------------------- | ---------- | ---------- | ------- | ------------------ |
|         | глухой альвеолярный сибилянт         | Английский | sip             | [sɪp]     | «глоток»     |         | звонкий альвеолярный сибилянт         | Английский | zip        | [zɪp]   | «молния, застёжка» |
|         | глухой альвеоло-палатальный сибилянт | Путунхуа   | 小 (xiǎo)       | [ɕiɑu˨˩˦] | «маленький»  |         | звонкий альвеоло-палатальный сибилянт | Польский   | zioło      | [ʑɔwɔ]  | «трава»            |
| Русский | глухой альвеоло-палатальный сибилянт | щас разг.  | ['ɕas]          | "сейчас"  |              |         | звонкий альвеоло-палатальный сибилянт | Польский   | zioło      | [ʑɔwɔ]  | «трава»            |
|         | глухой палато-альвеолярный сибилянт  | Английский | shin            | [ʃɪn]     | «голень»     |         | звонкий палато-альвеолярный сибилянт  | Английский | vision     | [vɪʒən] | «зрение»           |
|         | глухой ретрофлексный сибилянт        | Путунхуа   | 上海 (Shànghǎi) | [ʂɑ̂ŋ.xàɪ] | «Шанхайский» |         | звонкий ретрофлексный сибилянт        | Польский   | żaba       | [ʐabə]  | «жаба»             |
| Русский | глухой ретрофлексный сибилянт        | шутка      | ['ʂutkə]        | "шутка"   | Русский      | жаба    | звонкий ретрофлексный сибилянт        |            |            | [ʐabə]  | «жаба»             |

Диакритические знаки могут быть использованы для большей детализации. Например, апикальный и ламинальный альвеоляр может быть указан как[s̺] вместо [s̻]; зубной (или, скорее всего, денто-альвеолярный) сибилянт — как [s̪]; палатализованный как [sʲ]; и «общий втянутый сибилянт» — как [s̠], a транскрипция часто используется для типа качественных ретрофлексный согласных. Диакритических знаков для обозначения ламинальной «закрытости» артикуляции палатальных альвеоляров в северокавказских языках нет, но зачастую они записываются как [ŝ ẑ].

## Возможные сибилянты
| IPA          | Форма языка               | Место артикуляции (рот)             | Место артикуляции (язык)   | Пример                                                                                                |
| ------------ | ------------------------- | ----------------------------------- | -------------------------- | --- |
| [s̺̪ z̺̪]        | ровная                    | зубной                              | апикальный                 | испанский s/z                                                                                         |
| [s̪ z̪]        | ровная                    | зубно-альвеолярный                  | ламинальный                | польский s, z; баскский z, tz                                                                         |
| [s̺ z̺]        | ровная                    | альвеолярный                        | апикальный                 | северные говоры испанского s; баскский s, ts; путунхуа s, z, c (апикальный, зубной, или альвеолярный) |
| [s z]        | ровная                    | альвеолярный                        | апикальный или ламинальный | английский s, z (альв., ламин., или апик.); испанский с американским акцентом s/z                     |
| [s̻ z̻]        | ровная                    | альвеолярный                        | ламинальный                | тода, убыхский, абхазский                                                                             |
| [ʃ ʒ]        | куполообразная            | постальвеолярный                    | апикальный или ламинальный | английский sh, ch, j, zh и французский ch, j ([ʃʷ ʒʷ])                                                |
| [ʃ̻ ʒ̻]        | куполообразная            | постальвеолярный                    | ламинальный                | тода; баскский x, tx                                                                                  |
| [ɕ ʑ]        | палатализованная          | постальвеолярный                    | ламинальный                | путунхуа x, j, q; польский ć, ś, ź, dź; убыхский; абхазский                                           |
| [ŝ ẑ]        | ровная                    | постальвеолярный                    | ламинальный                | убыхский; абхазский                                                                                   |
| [s̱ ẕ], [ʂ̻ ʐ̻] | ровная или язык приподнят | постальвеолярный                    | ламинальный                | польский sz, rz, cz, dż ([ʂ̻ʷ ʐ̻ʷ]); путунхуа sh, zh, ch                                                |
| [ʂ ʐ], [ṣ ẓ] | ровная                    | постальвеолярный                    | апикальный                 | убыхский; абхазский; тода                                                                             |
| [ʂ ʐ]        | загнут кверху             | палатальные (или постальвеолярные?) | субапикальные              | тода                                                                                                  |